# Gerhard Härle

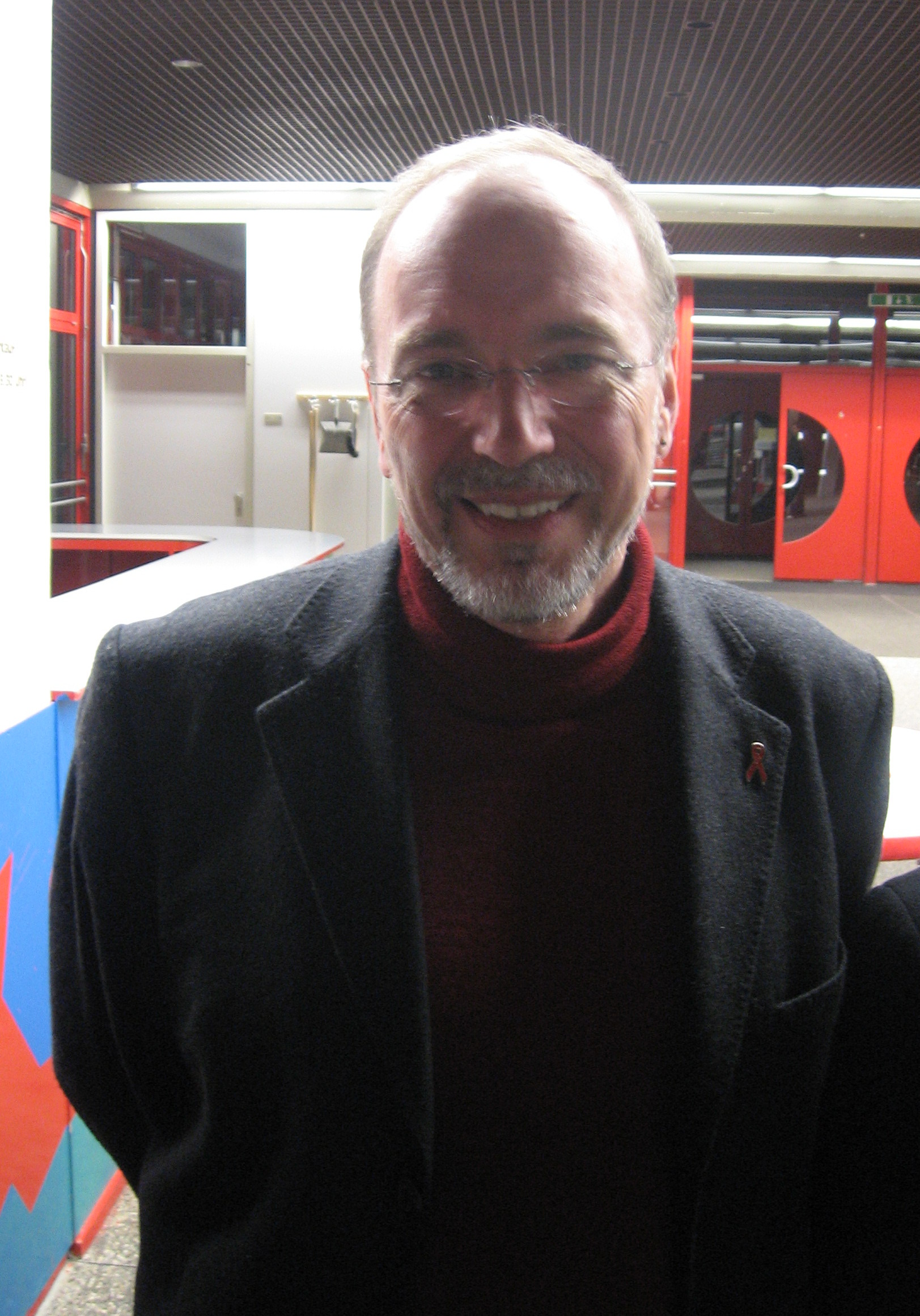
Gerhard Härle (2009)

Gerhard Härle (* 23. September 1949 in Hof an der Saale) ist Professor für Deutsche Sprache und Literatur und ihre Didaktik. Er ist Prorektor für Studium, Lehre und Medienentwicklung der Pädagogischen Hochschule Heidelberg. Seine Schwerpunkte sind Literaturwissenschaft, Literaturtheorie und Literaturdidaktik. Zudem ist Härle Vertrauensdozent der Studienstiftung des deutschen Volkes und Lehrbeauftragter des Ruth-Cohn-Instituts.

## Leben
Gerhard Härle wurde am 23. September 1949 in Hof an der Saale geboren. Er studierte Theologie und Philosophie in Freiburg im Breisgau und Paris, sowie Germanistik, Pädagogik und Philosophie in München und in Heidelberg. Sein Studium beendete Härle 1985 mit einer Magisterarbeit über die Homosexualitätsthematik in Thomas Manns Roman Der Zauberberg. Danach war er als freiberuflicher Journalist und Hörspielautor tätig.
In den folgenden Jahren wurde er wissenschaftlicher Mitarbeiter am Fachbereich für Neuere Literaturwissenschaft an der Philipps-Universität Marburg, wo er 1988 mit einer Arbeit über Homosexualität im Werk von Klaus und Thomas Mann promovierte. Von 1987 bis 1995 war Härle Mitarbeiter an der Universität-Gesamthochschule Siegen, dort baute er zusammen mit Wolfgang Popp den europaweit einzigen Forschungsschwerpunkt „Homosexualität und Literatur“ auf, habilitierte sich 1994 mit einer Arbeit über das sprach- und kulturgeschichtliche Phänomen der „Reinheitsvorstellungen“ zwischen Reformation und Aufklärung und bekam die Lehrerlaubnis für Neuere Deutsche Literaturwissenschaft und Allgemeine Literaturwissenschaft. Zu seinen wichtigsten akademischen Lehrern zählen Gert Mattenklott und Wolfgang Popp.
Seit 1995 ist Härle Professor an der Pädagogischen Hochschule Heidelberg, von 2000 bis 2009 war er Dekan der Fakultät für Geistes- und Kulturwissenschaften. Er leitet unterschiedliche Forschungsprojekte (u. a. zum „Literarischen Unterrichtsgespräch“ und zur „Literarischen Bildung“) und hat eine Lehrberechtigung für Themenzentrierte Interaktion.
Seit 2009 ist Härle Prorektor für Studium, Lehre und Medienentwicklung der Pädagogischen Hochschule Heidelberg. 2017 erhielt der durch die Hochschule die Ehrenbürgerwürde.

## Schriften (Auswahl)
- Die Gestalt des Schönen. Untersuchung zur Homosexualitätsthematik in Thomas Manns Roman 'Der Zauberberg’. Hain, Königstein im Taunus 1986, ISBN 978-3445024701.
- Männerweiblichkeit. Zur Homosexualität bei Klaus und Thomas Mann. Athenäum, Frankfurt am Main 1988; 2. Auflage 1993; 3. Auflage 2001, ISBN 978-3445085795.
- Studienführer Germanistik. Lexika-Verlag, München 1990, Neuausgabe 1997 [zusammen mit Uwe Meyer].
- Erkenntniswunsch und Diskretion. Erotik in biographischer und autobiographischer Literatur. Beiträge zum 3. internationalen Siegener Kolloquium Homosexualität und Literatur (Oktober 1990). rosa Winkel, Berlin 1992 [Hg. zusammen mit Maria Kalveram und Wolfgang Popp], ISBN 978-3921495292.
- Grenzüberschreitungen. Friedenspädagogik. Geschlechterdiskurs. Literatur – Sprache – Didaktik. Festschrift für Wolfgang Popp zum 60. Geburtstag. Die Blaue Eule, Essen 1995 [Hg.], ISBN 3892066221.
- Reinheit der Sprache, des Herzens und des Leibes. Zur Wirkungsgeschichte des rhetorischen Begriffs puritas in Deutschland von der Reformation bis zur Aufklärung. Max Niemeyer, Tübingen 1996, ISBN 978-3484680111.
- Ikonen des Begehrens. Bildsprachen der männlichen und weiblichen Homosexualität in Literatur, Film und Kunst. Metzler, Stuttgart 1997 [Hg. zusammen mit Wolfgang Popp und Annette Runte], ISBN 978-3476451736.
- Wege zum Lesen und zur Literatur. Schneider Verlag Hohengehren, Baltmannsweiler 2004 [Hg. zusammen mit Bernhard Rank], ISBN 978-3896767943.
- Kein endgültiges Wort. Die Wiederentdeckung des Gesprächs im Literaturunterricht. Redaktionelle Mitarbeit: Johannes Mayer. Schneider Verlag Hohengehren, Baltmannsweiler 2004 [Hg. zusammen mit Marcus Steinbrenner], ISBN 978-3896768759.
- Lyrik – Liebe – Leidenschaft. Streifzug durch die Liebeslyrik von Sappho bis Sarah Kirsch. Vandenhoeck & Ruprecht, Göttingen 2007, ISBN 978-3525208502.
- „Sich bilden, ist nichts anders, als frei werden“. Sprachliche und literarische Bildung als Herausforderung für den Deutschunterricht. Schneider Verlag Hohengehren, Baltmannsweiler 2008 [Hg. zusammen mit Bernhard Rank], ISBN 9783834004826.
- „In bröckelndem Lehm festgebissen“: Franz Kafkas Studie „Die Brücke“. Schneider Verlag Hohengehren, Baltmannsweiler 2009 (Co-Autor: Felix Heizmann), ISBN 3834006041